# Прямой удар ногой

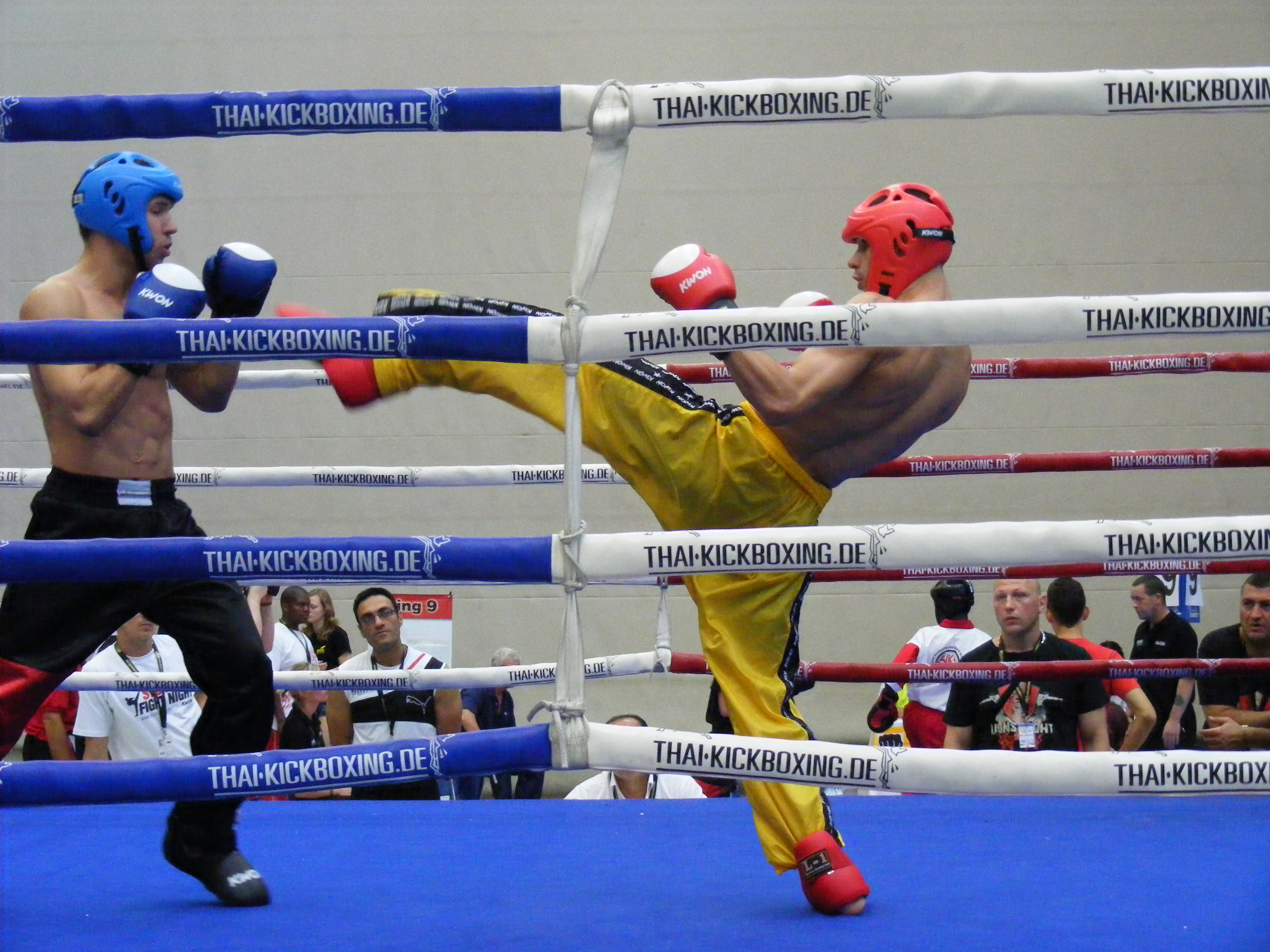
Исполнение прямого удара ногой в кикбоксинге

Прямой удар ногой, также известный как фронтальный удар или фронт-кик (англ. front kick) — в боевых искусствах разновидность удара, который выполняется поворотно-поступательным или маховым движением по прямой траектории. Чаще всего заключается в подъёме согнутой ноги и последующем её разгибе с нанесением удара стопой в нужную точку на теле человека. Обычно бойцу во избежание захвата противником ноги рекомендуется немедленно увести ногу и вернуться в исходную боевую позицию (если только комбинация ударов не завершена). Прямой удар ногой является одним из типичных базовых ударов в таких боевых искусствах, как карате (называется мае-гери) и тхэквондо (называется ап-чаги), а также в ушу, муай-тай, кикбоксинге и др. Может наноситься как в бедро, так и в грудь, и даже в голову.

## Техника исполнения

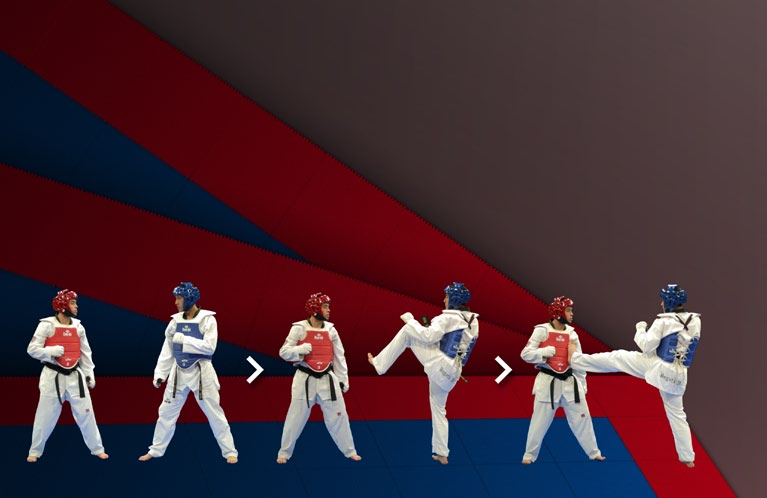
Техника исполнения ап-чаги (прямого удара ногой в тхэквондо)

В боевых искусствах, где противники сражаются босиком или в лёгкой обуви, прямой удар ногой наносится с использованием подушечек стопы (стопа направляется непосредственно в зону поражения, пальцы ноги направляются бьющим «на себя» во избежание травмы) или пятки. При более тяжёлой обуви на ногах можно наносить удар всей подошвой; особенно опасным прямой удар ногой является, если бить подъёмом стопы и наносить удар в паховую или подмышечную область. В карате, как правило, подобный удар наносится подушечками стопы: от бьющего требуется тщательное управление собственным движениями, что компенсируется высокой мощью удара. В тхэквондо удар наносится как подушечками стопы, так и пяткой; для оттачивания мастерства рекомендуются разнообразные упражнения. В зависимости от техники и стиля точка нанесения удара может отличаться: в некоторых японских боевых искусствах фронтальный удар наносится боковой стороной стопы, словно боковой, и используется в качестве блока. Удары могут приходиться в пах (кин-гери), туловище и в голову (мае-гери-кеаге), наноситься не только боком, но и прямо, чтобы оттолкнуть противника.
В разных системах самообороны преподаётся обычный фронтальный удар, наносимый пяткой или всей стопой (если боец в обуви). В частности, в вооружённых силах при обучении рукопашному бою предполагается, что бойцы будут в тяжёлой обуви (берцах), однако это снижает мобильность солдата в бою по сравнению с мобильностью участника спортивных соревнований: любой удар отнимает у бойца больше сил, поскольку мускулы ног у него напряжены ещё больше. В подобных ситуациях нанесение быстрого удара ещё больше осложняется, и проще провести менее требовательный к технике удар носком. Ключевую роль при нанесении удара ногой играет равновесие, поскольку в этот момент вес тела опирается лишь на одну ногу. Если от удара ногой бьющий ощущает сильный встречный толчок, ему становится тяжелее удерживать равновесие. Как правило, профессиональные каратисты при подобном ударе ставят опорную ногу на грунт и напрягают щиколотку до предела.
Баланс тела крайне необходим во всех системах единоборств и боевых искусствах при нанесении подобного удара. Движения бёдер и тела варьируются от школы к школе: каратист может нанести удар мае гери из вертикального положения (стоя прямо) или даже наклонившись, что может усилить мощь удара. При простой комбинации из удара ногой и удара рукой наклон обеспечивает больший импульс для движения верхней части тела, что помогает каратисту нанести мощный удар. В некоторых вариантах боевого искусства вин-чун жёсткое движение вперёд обеих рук при ударе или блоке может сопровождаться небольшим наклоном вперёд и мощным ударом ногой в нижнюю часть тела. Движение бёдер повышает скорости движения ноги: это характерно для карате и тхэквондо.

## Применение удара
Фронтальный удар, как правило, наносится в зону ниже груди — в живот, пах, по бёдрам, коленям или голеням. Опытные бойцы способны даже наносить удар в голову, хотя это применяется очень редко. Прямой удар является достаточно быстрым и требует от тела лишь небольших движений для чёткого исполнения, поэтому является отличным приёмом в защите и в нападении. При защите прямой удар ногой наносится в нижнюю часть тела человека и играет роль отличной контратаки в случае, если противник начал свою атаку, но чрезмерно сконцентрирован на защите головы и верхней части тела. В нападении фронтальный удар является отличным началом комбинационных атак, поскольку является достаточно быстрым, мощным и опасным для противника, которому нужно будет в таком случае пытаться увернуться, заблокировать или отразить удар. В любом случае фронтальный удар имеет своё применение, однако для нанесения удара необходимо небольшое отклонение от стойки.
Избежать последствий прямого удара ногой можно, заблокировав его рукой или коленом, отступив в сторону или, если удар идёт в область живота или бёдер, сместить тело так, чтобы нога прошла мимо. Последний метод защиты является рискованным, поскольку сильно зависит от ловкости обороняющегося, в то время как фронтальный удар является одним из самых быстрых ударов. Есть и другие варианты защиты — техника вадо-рю кихон кумитэ или якусоку, при которой нога противника отталкивается от траектории движения, а сверху вниз по бедру атакующего наносится удар локтем. Тем не менее, этот метод не является универсальным и не рекомендуется начинающим. Неправильное выполнение удара позволит защитнику захватить ногу, что может стать для нападающего катастрофой, и провести любую атаку: от болевого приёма до контратак с ударами руками, бросками, ударами в нижнюю часть туловища и комбинациями всего перечисленного. Вследствие этого крайне важно как можно скорее вернуть ударную ногу на место, особенно в реальных ситуациях, где бой не ведётся по правилам соревнований. Ударом, наиболее безопасным для атакующего, с условием возвращения ноги в исходную позицию, является удар в поясницу.

## По боевым искусствам

### Тхэквондо
В тхэквондо фронтальный удар называется ап чхаги. Он отличается от толчкового удара мирео чхаги тем, что передача энергии при ударе происходит мгновенно. При движении ноги вперёд и подъёме голени со стопой в момент удара чаще всего одной из точек поражения является паховая область. По силе ап чаги является одним из наиболее сильных ударов в тхэквондо, что демонстрируется инструкторами нередко перед учениками, а также на показательных соревнованиях (в том числе на тамэсивари). При таком ударе опорная нога чуть согнута и развёрнута стопой наружу, вес тела приходится на всю ступню. Бедро выносится вперёд (до уровня груди) и направляется в точку удара. Удар происходит в точке наивысшего подъёма бедра: он наносится по дуге снизу-вверх. Во избежание травмирования пальцев на ноге при выполнении удара его наносят именно передней частью ступни (ап чхук) или верхней стороной стопы (бал деунг). При ударе босой ногой контакт с зоной поражения осуществляется с помощью подушечек стопы; пальцы направляются бьющим «на себя» во избежание травмы, а таз доворачивается в последний момент в направлении удара (напрягаются все мышцы). Руки держатся перед грудью в процессе удара. После нанесения удара расслабленную ударную ногу надо резко вернуть, чтобы её не захватил противник.
Удар типа ап чхук предусматривает «натягивание» пальцев в сторону бьющего, чтобы они не контактировали с зоной поражения. Также при подобном ударе не касаются пяткой, в отличие от ряда других боевых искусств. В тхэквондо возможно нанести прямой удар с вытянутой лодыжкой, чтобы верхняя часть стопы находилась на одной линии с голенью, а пальцы согнуты в сторону бьющего — так называемый ап чхук ап чхаги. Расположение стопы в другой позиции является неортодоксальным и рассматривается как типичная ошибка начинающих. Сам по себе фронтальный удар типа ап чхаги — это упражнение, которое проводят инструкторы с учениками с целью объяснения принципов поднятия колена перед нанесением любых ударов, что является ключевым понятием в тхэквондо. На соревнованиях (кёруги) подобный удар не используется, кроме как компонента импровизированного удара типа ан чхаги (удар внутренней частью стопы) или нарё чхаги.
При выполнении этого удара колено опорной ноги слегка сгибается, а саму её немного ставят в сторону. Удар в бедро может привести к смещению веса вперёд, однако прямой удар ногой может помочь сохранить вес. Вариантов ап чхаги насчитывается достаточно много, в том числе и предусматривающих комбинацию других ударов. Один из вариантов — твимё ап чхаги, удар ногой в прыжке. Инструкторы называют подобный удар «внезапным» или «молниеносным» (англ. flash kick), что соответствует философии тхэквондо: прямой удар ногой в сочетании с ударами рукой с небольшой дистанции и блоками имитирует реальные ситуации, где необходимо довольно быстро выполнять ап чхаги.

### Карате
В карате простой фронтальный удар называется мае-гери. Это основной удар в любых школах карате, наиболее используемый в традиционных видах ката и наиболее часто тренируемый в кихоне. Удар является очень мощным и быстрым, поэтому довести его до идеального исполнения проще всего, чем любой другой базовый удар. Как правило, при ударе прежде всего происходит контакт подушечек стопы с телом противника, однако можно носить и удары другой частью стопы в японском карате. Мае-гери наносится из левосторонней позиции хан дзэнкуцу-дати: удар начинается с резкого выпрямления задней ноги и отталкиванием от пола её подушечками пальцев, что придаёт дополнительное ускорение бедру ударной ноги и разворачивает верхнюю часть тела. Сгибающие мышцы бедра продолжают быстрое движение колена вверх до уровня пояса, а нижняя часть ноги и ступня движутся вперёд. Стопа располагается параллельно полу на протяжении всего движения, опорная нога поворачивается на пятке, а верхняя часть тела разворачивается так, чтобы рука, плечо и бедро со стороны ударной ноги были по отношению к фронту под углом 45°. При непосредственном контакте ноги и зоны поражения колено слегка согнуто, а выпрямление ударной ноги и напряжение всех мышц тела даст дополнительный ударный импульс. Линия тела в конечной фазе принимает дугообразную форму для сохранения равновесия и непозволения противнику отклонить удар. После кратковременного напряжения мышц в момент удара стопа резко возвращается обратно.
Прямой удар ногой может быть как толчкового характера (кекоми), так и подбивающего или подхлестывающего (кеаге). При нанесении удара кекоми боец использует силу собственного веса, чтобы отбросить противника назад — такой удар выполняется разгибанием ноги в колене. Однако для нанесения максимального ущерба необходимо правильно выбрать дистанцию и время удара, иначе образуется реакция, которая оттолкнёт стопу назад к бьющему. Удар кеаге представляет собой сильное разгибательное движение из позиции с поднятым и согнутым коленом. Стопа движется снизу вверх, описывая почти полукруг в продолжении. При подобном ударе необходимо как можно быстрее успеть согнуть ногу, чтобы не дать противнику её захватить. Кеаге не отталкивает противника назад, но является более мощным по силе ударом, чем кекоми, благодаря высокой скорости движения ноги. При выпрямлении ноги наружу мышцы задней части бедра растягиваются, поэтому пауза при выполнении кеаге недопустима.
Также мае-гери можно наносить вперёд с выпадом (суриконде) или в прыжке (тобиконде), передней или задней ногой. В стойке перед ударом ноги могут стоять вместе, либо же стойка может быть как перед выполнением йоко-гери (удар ногой в сторону). Существуют вообще множество вариантов нанесения удара, в том числе с ложными выпадами, нанесением удара под углом или даже из позиции лёжа.

### Другие боевые искусства
Прямой удар ногой в ушу известен как чжэн ти (кит. 正踢), в муай-тай — тэх трон (тайск. เตะตรง), в капоэйре — бенсан (порт. benção).

## Вне боевых искусств
В футболе удар прямой ногой в ходе единоборств расценивается как один из наиболее грубых и грязных приёмов: если нарушитель идёт прямой ногой на соперника, используя при этом шипы как оружие, то вне зависимости от наличия угрозы здоровья противнику нарушитель наказывается красной карточкой и удалением с поля.